# Atheta excellens
Atheta excellens är en skalbaggsart som först beskrevs av Ernst Gustav Kraatz 1856.  Atheta excellens ingår i släktet Atheta, och familjen kortvingar. Arten är reproducerande i Sverige.